# New Politics (gruppo musicale)
I New Politics sono un gruppo musicale danese formatosi a Copenaghen nel 2009.
Nella loro musica combinano insieme elementi di generi come punk, pop e dance rock.

## Formazione

### Formazione attuale
- David Boyd – voce (2009-presente)
- Søren Hansen – chitarra, basso, tastiera, piano, programmazione, cori (2009-presente)
- Louis Vecchio – batteria, percussioni, cori (2011-presente)

### Ex componenti
- Poul Amaliel – batteria, percussioni, basso, cori (2009-2010)

## Discografia

### Album in studio
| Anno | Titolo               | Classifiche | Classifiche | Classifiche | Classifiche |
| Anno | Titolo               | US          | US Alt.     | US Rock     | US Heat.    |
| ---- | -------------------- | ----------- | ----------- | ----------- | ----------- |
| 2010 | New Politics         | —           | —           | —           | 9           |
| 2013 | A Bad Girl in Harlem | 129         | 24          | 34          | 1           |
| 2015 | Vikings              |             |             |             |             |
| 2017 | Lost in Translation  |             |             |             |             |

### Singoli
| Anno | Titolo                 | Classifiche | Classifiche | Classifiche |
| Anno | Titolo                 | US Alt.     | US Rock     | US Adult    |
| ---- | ---------------------- | ----------- | ----------- | ----------- |
| 2010 | Yeah Yeah Yeah         | 16          | 45          | —           |
| 2010 | Dignity                | 29          | —           | —           |
| 2013 | Harlem                 | 4           | 21          | 39          |
| 2013 | Tonight You're Perfect | 16          | 25          | 29          |